# Henri-Désiré Charpentier
Pour les articles homonymes, voir Charpentier (homonymie).
Henri-Désiré Charpentier (né le 18 janvier 1806 à La Rochelle et mort le 29 juin 1882 à Vertou) est un dessinateur, graveur, lithographe et imprimeur français, qui a beaucoup œuvré notamment en Bretagne.

## Biographie
Henri-Désiré Charpentier est le fils de Pierre Henri Charpentier, lui aussi lithographe et éditeur. Il a collaboré avec François Hippolyte Lalaisse, dessinant notamment des portraits costumés de bretons (Galerie armoricaine, costumes et vues pittoresques de la Bretagne) et publié l'ouvrage de Félix Benoist en trois volumes La Bretagne contemporaine. Il a aussi publié de nombreux plans de villes et des cartes géographiques.
Associé à son père, il a aussi publié Nantes et la Loire-Inférieure en 1850, La Normandie illustrée en 1854, Nice et Savoie en 1864, Paris dans sa splendeur en 1861, Rome dans sa splendeur en 1870.

## Œuvres
- Suites de costumes (Musée départemental breton)[4].
- Paris dans sa splendeur. Monuments, vues, scènes historiques, descriptions et histoire. Première partie. Description de Paris (Volume I et II). Deuxième partie. Histoire de Paris : Environ de Paris (Volume III). Paris, Henri Charpentier, 1861. 3 volumes in-folio (50 cm x 35 cm), Volume I (XII-88-121)-Volume II  (76-44-24-22-36-26)-Volume III (76-80-34) pp.